# Spuitgieten

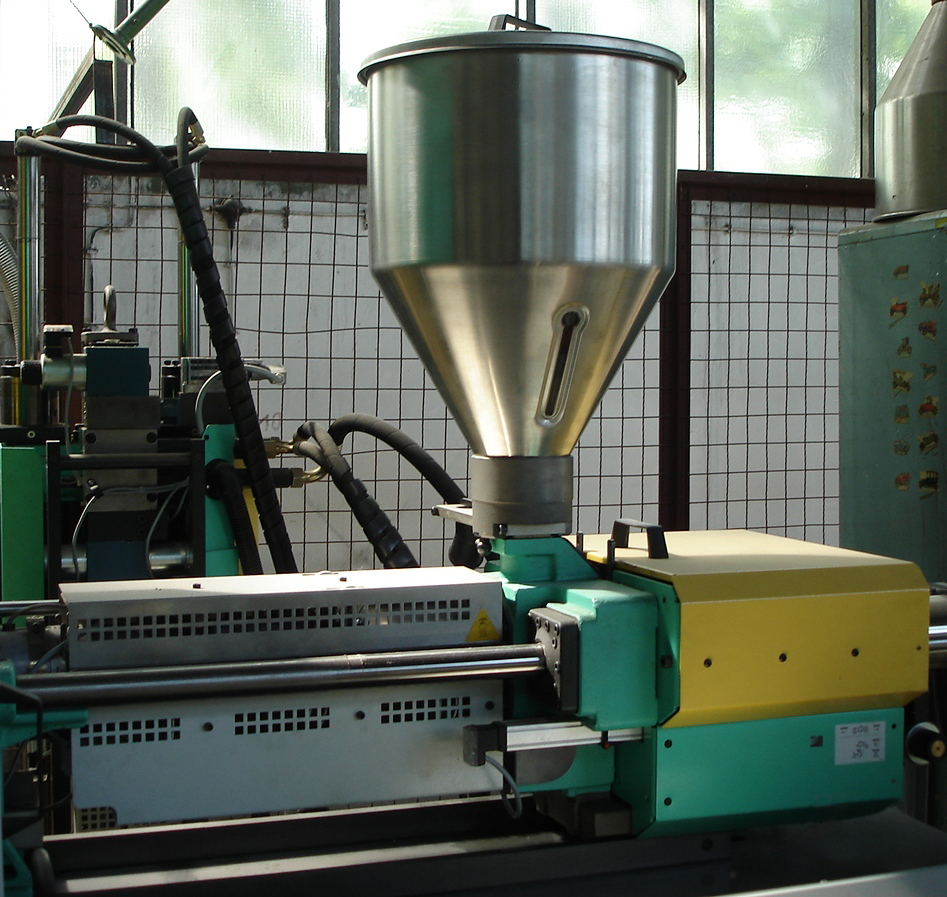
Een spuitgietmachine

Spuitgieten is een vormgevingstechniek voor thermoplasten, thermoharders en metalen met een laag smeltpunt. Dit artikel gaat over het spuitgieten van kunststoffen. In het bijzonder gaat het hier over thermoplasten.
Met spuitgieten wordt kunststof dat aangevoerd wordt als granulaat of poeder, gesmolten tot een viskeuze massa en wordt deze onder hoge druk ingespoten in een matrijs waarvan de holte (of caviteit) de vorm is van het gewenste product. Door afkoeling stolt de kunststof en krijgt men het gewenste product. Spuitgieten is een van de meest gebruikte vormgevingstechnieken voor kunststof onderdelen.

## Proces

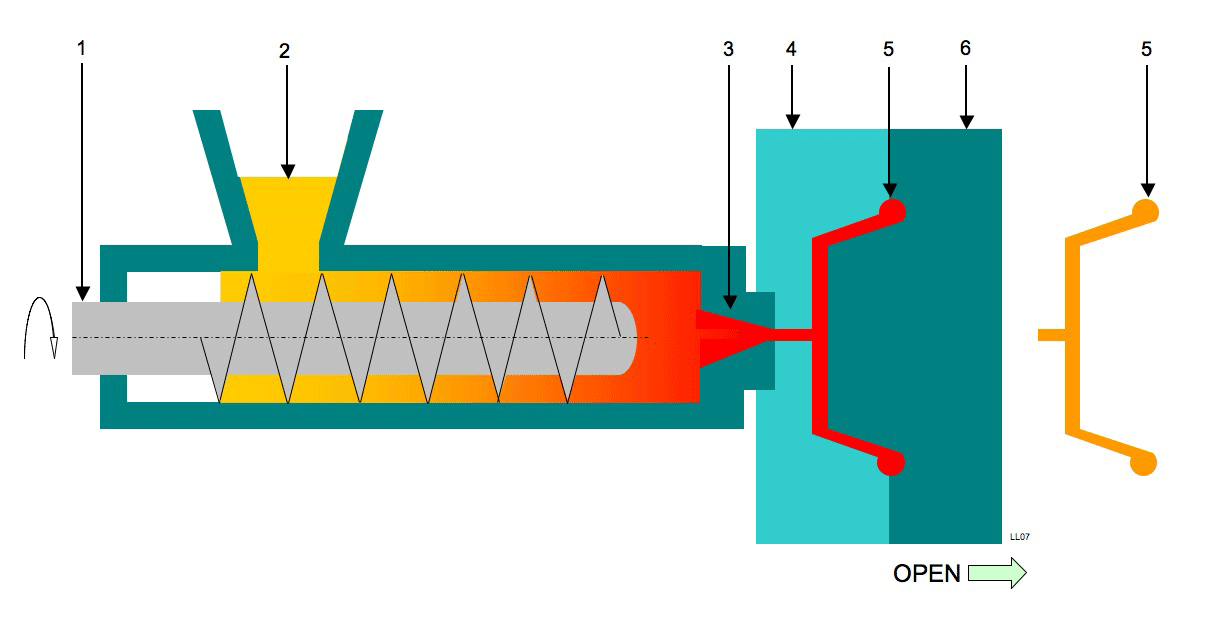
Spuitgietproces. 1 Doseerschroef 2 Granulaat 3 Inspuitopening (spuitmond) 4 Matrijs (onderdeel) 5 Product 6 Matrijs(bovendeel)

Een vijzel (in een cilinder, vergelijkbaar met een extruder en strengpers) (1) drukt het kunststof (granulaat) (2) door een kleine inspuitopening (spuitmond) (3) in de matrijs (4 & 6). Hierin bevindt zich een holte in de vorm van het product (5). Het inmiddels gesmolten kunststof stroomt door de inspuitopening en vult de holten van de matrijs. Vervolgens wordt het gekoeld. Hierdoor stolt het materiaal en neemt het de vorm aan van de holten in de matrijs (5). De matrijs wordt, nadat het materiaal voldoende is afgekoeld, geopend door het bovendeel (6) horizontaal te verplaatsen. Vervolgens wordt het product, door de uitstoters (stiften) uit de geopende matrijs (4) gedrukt. Door de zwaartekracht valt het product uit de matrijs in een opvangbak, of bij producten die niet mogen beschadigen pakt een robot ze uit de matrijs. Nadat de matrijs weer gesloten is kan aan de volgende productiegang begonnen worden.

### Werkgang
Het granulaat valt via de vulopening in de schroefcilinder. De schroef bestaat uit verschillende delen. Het begin van de schroef dient ervoor om het granulaat naar voren te brengen. Dit deel wordt niet verwarmd en de afzonderlijke segmenten hebben een constante spoed. Er kan wel door wrijving met de wand warmte ontstaan. Deze wrijving wordt positief beïnvloed door de omtreksnelheid van de schroef. Of er zitten warmte-elementen om het injectiedeel die het kunststof dan verhit.
Het granulaat komt na het vulgedeelte terecht in het verwarmde midden van de schroef. De spoed verkleint in dit gedeelte van de schroef progressief; de binnenwand waardoor er compressie en meer wrijving ontstaat. Dit zorgt ook voor extra verwarming. In de laatste zone van de pers is de spoed weer constant. Deze zone wordt gewoonlijk het meest verwarmd; wanneer het materiaal zich hierin bevindt zal de schroef zich gedragen zoals een zuiger en de kunststof door de spuitkop persen naar de veel koudere matrijs. De druk waarmee deze injectie gebeurt hangt af van de oppervlakte van de zuiger, temperatuur en dichtheid, viscositeit en het injectievolume dat vooraf bepaald is.
In de matrijs wordt een constante, dan wel progressief opgebouwde, druk gehandhaafd gedurende een bepaalde tijd. Dit is de 'houdtijd'. Het doel hiervan is om er voor te zorgen dat de holte in de matrijs volledig gevuld raakt door de druk aan te houden terwijl het vloeibaar geworden plastic weer stolt. De matrijsbinnendruk wordt hierbij geleidelijk teruggebracht naar nul. Na de houdfase gaat er door de matrijs in plaats van warme vloeistof, koude vloeistof lopen. In deze fase dient het materiaal al degelijk gestold te zijn, omdat het anders overmatig kan krimpen.
Als laatste fase van het spuitgietproces wordt het gegoten onderdeel uitgeworpen of uitgenomen.

## Toepassingen
Met spuitgieten is het maken van complexe producten mogelijk. Door de kosten van het maken van een matrijs is spuitgieten echter alleen geschikt voor grote productieaantallen. Een goed alternatief voor kleinere aantallen is rapid prototyping.
Het meeste kunststof wordt gebruikt in verpakkingen voor bijvoorbeeld frisdrank, ijs, boter etc. Vooral de kostprijs en het uiterlijk zijn hier belangrijk. De kostprijs kan laag blijven door zo dun mogelijke producten te maken. Hoe dunner het product hoe sneller het afkoelt; de cyclustijd kan daardoor bij verpakkingen tot enkele seconden beperkt blijven. Er worden tevens meervoudige matrijzen gebruikt, dat wil zeggen dat er in de matrijs veel dezelfde vormen zitten, zodat bij elke cyclus een groot aantal van dezelfde product gemaakt wordt. Zo kunnen met een enkele machine bijvoorbeeld twintig bedrukte ijsbakjes per seconde gemaakt worden.

### Consumentenproducten
In consumentenproducten zoals speelgoed, computeronderdelen (muis, toetsenbord etc.), keukengerei speelt kostprijs ook een grote rol, maar hierbij zijn mechanische eigenschappen en uiterlijk belangrijker. Hier worden meestal ook andere kunststoffen voor gebruikt. De cyclustijd is vanwege grotere wanddikte groter, van tien seconden tot een minuut. Een kunststof vuilnisbak of een massief tafelblad kan wel enkele minuten nodig hebben om in de matrijs af te koelen.

### Industrie
Ook onderdelen voor de industrie worden op deze manier geproduceerd. Hier zijn de mechanische en chemische eigenschappen veruit het belangrijkst. Er zijn enkele technische kunststoffen die ook bij temperaturen van 150 graden nog erg sterk zijn.

## Spuitgietmatrijs

### Opbouw
Een spuitgietmatrijs is opgebouwd uit meerdere samengestelde en losse onderdelen, voornamelijk van gereedschapsstaal en wordt gebruikt om kunststofonderdelen te produceren. Een spuitgietmatrijs kan opgebouwd zijn met een of twee deelvlakken en een of meerdere vormholtes met vormkernen. Een matrijs met een vormholte en bijbehorende kern wordt ook wel "enkelvoudige matrijs" genoemd. Bij een meervoudige matrijs kunnen dus meerdere producten tegelijkertijd worden geproduceerd, dit kunnen ook verschillende producten zijn met een speciale verdeling van het kunststof.
Een matrijs is meestal opgebouwd in twee delen (op het deelvlak), te weten de spuitzijde en de uitwerpzijde.
- Minimale opbouw van de spuitzijde:

1. opspanplaat
2. centreerring
3. spuitbus (koud of verwarmd)
4. vormplaat (holtes en/of kernen)
5. tempereerkanalen (koelen of verwarmen)
- Minimale opbouw van de uitwerpzijde:

1. opspanplaat
2. uitwerppakket / vullijsten
3. vormplaat (holtes en/of kernen)
4. tempereerkanalen (koelen of verwarmen)

### Werkwijze
Het plastische kunststof wordt door de schroef van de spuitgietmachine onder zeer hoge druk door de spuitbus in de vormholtes gespoten. Hierna wordt de geïnjecteerde kunststof zo snel en gelijkmatig mogelijk gekoeld, gelijkmatige koeling is goed voor de producteigenschappen en snelle koeling is gunstig voor de productiekosten.
De matrijs is uitgerust met een koude- of verwarmde spuitbus. Bij een koude spuitbus hardt het kunststof in de aanspuiting uit en moet de aanspuittak verwijderd worden. Een verwarmde spuitbus oftewel zogenaamd "Hotrunner-systeem" kan voorzien zijn van een naaldafsluitsysteem waarmee direct na de nadruk de aanspuiting wordt afgesloten. Het kunststof in de aanspuiting blijft daardoor plastisch.
Tijdens het vullen van de vormholtes kan achtergebleven lucht verbranding veroorzaken. Daarom moet er goede ontluchting in een matrijs zitten. Ontluchting kan bijvoorbeeld op het deelvlak worden aangebracht of op de uitwerppennen. Een tragere inspuitsnelheid kan een oplossing bieden, maar verhoogt de cyclustijd.
Zodra de matrijs is gevuld en het product voldoende is afgekoeld kan de matrijs openlopen en kan het product door het uitwerppakket worden uitgestoten of door een uitneemrobot worden uitgenomen.
De tijd die een volledige cyclus in beslag neemt wordt voornamelijk bepaald door: 1. injectietijd 2. nadruktijd 3. koeltijd 4. bewegingstijden. Natuurlijk is het volume van het product van grote invloed op de eerste 3 tijden.

## Recycling en alternatieve materialen
Met stijgende olieprijzen en een afnemende olievoorraad zullen de komende jaren recycling van kunststoffen en het gebruik van alternatieve materialen een belangrijke rol spelen.

### Recycling
Nu al kunnen dikke kunststof voorwerpen gevuld worden met gerecycled materiaal. De buitenkant is gemaakt van een "nieuw" kunststof en de binnenkant is gemaakt van fijngemalen en gezuiverde kunststof producten. Objecten als bermpalen of goten voor hemelwaterafvoer kunnen helemaal van gerecycled materiaal vervaardigd zijn. Kunststof petflessen kunnen bijna helemaal weer gebruikt worden voor nieuwe petflessen.

### Alternatieve materialen
Tegenwoordig zijn er diverse kunststoffen verkrijgbaar onder de noemer "hernieuwbare" kunststoffen. Deze kunststoffen zijn gemaakt van plantaardig materiaal zoals bijvoorbeeld maïs of zetmeel. Voor de productie van deze materialen is geen aardolie nodig. Een voorbeeld van een dergelijk materiaal is polymelkzuur. De alternatieve materialen worden onderverdeeld in 2 soorten:
1. Hernieuwbare grondstof, niet afbreekbaar;
2. Hernieuwbare grondstof, biologisch afbreekbaar.

Elke vorm kent zijn eigen voordelen:
1. Bij verbranding gesloten korte CO2-cirkel;
2. Bij verbranding gesloten korte CO2-cirkel, bij compostering neemt het product CO2 uit de atmosfeer mee terug de grond in.

Overigens bestaat er een algemene misvatting dat biologisch afbreekbare kunststoffen standaard verdwijnen als ze in de natuur terechtkomen. Dit geldt voor de meeste soorten op basis van zetmeel, echter voor andere typen vindt er alleen compostering plaats in een composteerinstallatie waar een temperatuur heerst van 60 graden Celsius en een relatieve luchtvochtigheid van 98%.
Tijdens de eerste ontwikkeling van de alternatieve materialen probeerde men vooral de grondstof van bestaande producten te vertalen naar alternatieve materialen. Hierbij liep men echter aan tegen de kostprijs van alternatieve materialen die over het algemeen hoger liggen dan de gangbare bulkkunststoffen zoals PS, PE en PP. Daarnaast loopt men veelal aan tegen de beperkingen van de technische eigenschappen van de alternatieve materialen. Zo kent een materiaal als polymelkzuur bijvoorbeeld een gebruikstemperatuur tot maximaal 55 graden. Heden ten dage ziet men dan ook juist een verschuiving naar productontwikkeling die juist de specifieke eigenschappen van de grondstoffen tot hun recht laat komen. Zo is er een voorbeeld te noemen waarin een alternatieve kunststof wordt ingezet vanwege de geschiktheid om geurstoffen langzaam te laten diffunderen en toepassingen waarbij de afbreekbaarheid van de grondstof wordt gebruikt voor artikelen die na verloop van tijd hun nut verliezen en in de grond achterblijven.
De alternatieve kunststoffen zijn nog volop in ontwikkeling en er worden continue alternatieve technische eigenschappen zoals flexibiliteit, temperatuurbestendigheid en verlengde levensduur aan de materialen toegevoegd.

## Kwaliteit spuitgietdeel
Er zijn zeer veel factoren die invloed hebben op de kwaliteit van het uiteindelijke spuitgietdeel. Moderne elektronisch geregelde spuitgietmachines zijn zeer stabiel. Toch zijn er nog veel invloeden, zoals de kunststof materiaal batch, de hoeveelheid vocht, de wisselende omgevingstemperatuur e.d. die het resultaat van het eindproduct sterk beïnvloeden. Om zekerheid te hebben over de kwaliteit van het spuitgietdeel, is meting en bewaking van de matrijsbinnendruk en de matrijswandtemperatuur essentieel.

### Vloeifrontdetectie
Voor veel toepassingen is het belangrijk om exact te weten waar de smelt zich bevindt in de caviteit. Hoe moet anders worden vastgesteld wanneer er moet worden overgeschakeld van inspuitdruk op nadruk, of wanneer de volgende aanspuiting moet worden geopend bij sequentieel/cascade spuitgieten?
Een matrijswandtemperatuursensor, meestal gemonteerd dicht bij het einde van de vloeiweg, registreert exact het moment dat de smelt de sensor raakt. Dit moment wordt gebruikt voor aansturing van de hotrunnernozzles en/of de spuitgietmachine. Deze gepatenteerde technologie biedt de mogelijkheid voor een closed loop regeling, waarbij automatisch wordt gecorrigeerd voor viscositeitswisselingen, variaties in de omgevingscondities, matrijstemperatuurveranderingen, slijtage aan vloeikanalen, etc.

### Materiaalviscositeit
Voor veel spuitgietproducten is het belangrijk dat de materiaalviscositeit zich binnen een bepaalde bandbreedte bevindt. Nieuwe materiaalbatches hebben vaak een (iets) andere viscositeit, waardoor het proces kan worden verstoord. Indien vóór de temperatuursensor ook een drukopnemer wordt geplaatst, kan on-line, shot-na-shot de materiaal viscositeit worden gemeten en bewaakt.

### Automatische machineregeling
Het meten van de matrijsbinnendruk én de matrijswandtemperatuur, in combinatie met mogelijkheid om shot-na-shot de materiaalviscositeit te kunnen meten, heeft de weg geopend naar geavanceerde procesregelsystemen waarbij volledig automatisch de machine instellingen worden bijgeregeld om weer tot het ideale spuitgietproduct te komen.